# 주제 조아킹 지 카르발류
주제 조아킹 지 카르발류(포르투갈어: José Joaquim de Carvalho, 1997년 3월 6일 ~ )는 브라질의 축구 선수이다. 포지션은 공격수이다. 현재 산둥 타이산 소속이다. K리그 등록명은 제카였다.